# رولان وانیه
رولان وانیه (فرانسوی: Roland Wagner‎؛ زادهٔ ۲۲ دسامبر ۱۹۵۵) بازیکن فوتبال اهل فرانسه بود.
از باشگاه‌هایی که در آن بازی کرده‌است می‌توان به باشگاه فوتبال استراسبورگ اشاره کرد.
وی همچنین در تیم ملی فوتبال فرانسه بازی کرده‌است.